# Gennaro Verolino
Gennaro Verolino, född den 3 november 1906 i Neapel, död 17 november 2005 i Rom, var en italiensk ärkebiskop och diplomat.

## Uppväxt och utbildning
Gennaro Verolino växte upp i Acerra, studerade teologi och filosofi på det regionala prästseminariet i Kampanien och prästvigdes 1928. Därefter studerade han vid jesuiternas teologiska fakultet i Neapel och kanonisk rätt vid ett påvligt universitet i Rom. Efter examen i Rom fick han anställning vid den Heliga Stolens diplomatiska kår.

## Yrkeskarriär
Gennaro Verolino arbetade 1944 i den apostoliska nuntiaturen i Budapest. Under nuntien Angelo Rotta arbetade han för att rädda judar undan tyska och ungerska nazisters systematiska förföljelse genom att upprätta säkra hus att gömma sig i och genom att upprätta påvliga skyddsbrev.
Gennaro Verolino fortsatte efter andra världskriget i diplomatisk tjänst för Vatikanstaten, bland annat som påvligt sändebud, först för El Salvador och Guatemala 1951–1957 och sedan för Costa Rica 1957–1963. År 1951 fick han titulärtiteln biskop av Korinth och 1963 blev han chef för ceremonidepartementet i Vatikanens administration, kurian. Åren 1967–1969 arbetade han som "officiell företrädare", en av de högsta tjänsterna i kurians samordningskansli Heliga stolens statssekretariat. Han pensionerades 1986 vid 80 års ålder efter ytterligare elva års tjänst i kurian med ställning som "officiell företrädare", knuten till departementet för kyrklig arkeologi.

## Utmärkelser
År 2001 nominerades Gennaro Verolino till det israeliska förtjänsttecknet Rättfärdig bland folken av Per Anger och mottog i Vatikanstaten år 2004 det först utdelade Per Anger-priset med motiveringen: "för att ha visat det bästa hos människan, i tider då vår historia visade prov på det sämsta hos mänskligheten". Han fick också utmärkelsen Rättfärdig bland folken (2007).